# Мархолиа, Юрий Михайлович
Юрий Михайлович Мархолиа (абх. Иури Михаил-иԥа Мархолиа; 20 февраля 1971, Сухум, Абхазская АССР, Грузинская ССР, СССР) — российский продюсер и режиссёр-постановщик.

## Биография
Юрий Михайлович Мархолиа родился 20 февраля 1971 года в Сухуме в семье известного абхазского театрального режиссёра, основателя абхазского телевидения и киностудии — Михаила Константиновича Мархолиа. Мать — учёный, физхимик, кандидат наук — Татьяна Павловна Мархолиа. Старший брат — Роман Михайлович Мархолиа — российский театральный режиссёр.
Детство провёл в Абхазии. С 1977 по 1981 годы учился в 10-й средней школе г. Сухум. Переехал в Санкт-Петербург и с 1981 по 1988 год учился в школе № 235 им. Д. Д. Шостаковича. Занимался в музыкальной школе по классу фортепиано.
После окончания школы пробует поступать в ЛГИТМиК на факультет экономики и организации театрального дела, но не проходит по конкурсу. В 1988 году поступает в ПТУ и работает на заводе наладчиком станков с цифровым управлением, затем начинает заниматься предпринимательством, открыв частное кафе и пекарню. Одновременно поступает в Санкт-Петербургский государственный институт культуры на курс «Управления персоналом» и после его окончания в 1999 году переезжает в Москву и начинает карьеру продюсера и режиссёра.

### Карьера
Среди проектов, над которыми работал: ТЭФИ-Регион (2001), Московский международный кинофестиваль, Рождественские встречи Аллы Пугачёвой, Ледовые шоу Ильи Авербуха и Алексея Немова и другие.
Юрий Мархолиа продюсировал крупные телевизионные проекты:
«Фабрика звёзд» (2002—2003), Премьер-лига КВН (2004), реалити-шоу «Вторая половина» (2003), первые 100 выпусков ТВ-шоу «Большая стирка» с Андреем Малаховым.
В 2004 году основал свою видеопродакшн-студию.
Был продюсером документальных фильмов на Первом канале («Теория невероятности», «Президентский полк» и другие), 3-х циклов исторических фильмов на Русском историческом канале, документальных фильмов на ВГТРК и ТВ Центр, программ на телеканалах «Москва 24» и «Москва Доверие».

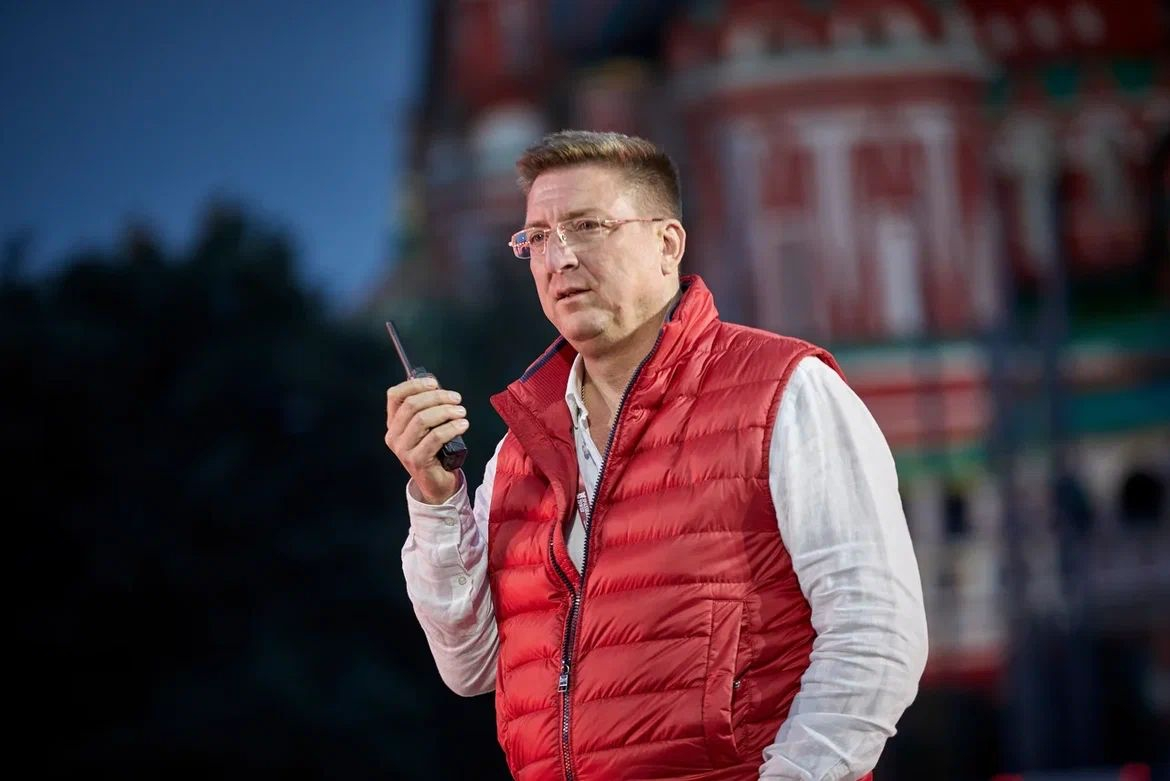
Юрий Мархолиа на репетиции фестиваля «Спасская башня»

С 2009 года продюсер Международного военно-музыкального фестиваля «Спасская башня». С 2013 года — режиссёр-постановщик фестиваля.
В 2022 году основал онлайн-школу «Видео со смыслом».

## Награды
- ТЭФИ (2003, 2006);

- Премия правительства России за фестиваль Военно-музыкальный фестиваль «Спасская башня».

## Личная жизнь
Женат, имеет пятерых детей.